# Røjle
|  | Denne artikel omhandler byen Røjle på Fyn; Røjle er også en bebyggelse på Langeland |
Røjle er en by på Vestfyn med 240 indbyggere  (2024), beliggende 11 km nordvest for Nørre Aaby, 4 km sydøst for Strib og 6 km nordøst for Middelfart. Byen hører til Middelfart Kommune og ligger i Region Syddanmark.
Røjle hører til Vejlby Sogn. Vejlby Kirke ligger i Vejlby 1 km syd for Røjle.

## Historie
Byen er første gang nævnt i 1295 under navnet "Rycle" (af Rykil, langstrakt lav forhøjning). Den er opstået ved udflytning fra Vejlby..
Røjle Mejeri blev opført i 1885 og fungerede frem til 1966.. Røjle Forsamlingshus blev opført i 1896 og eksisterer stadig med plads til 125 gæster.

### Jernbanen
Røjle havde station på Nordvestfyenske Jernbane (1911-66). Stationen lå lige vest for det nyopførte Røjle-Staurby Elektricitetsværk. Røjle Frugtsamlecentral opførte i 1946 et mindre frugtpakhus på stationspladsen. I 1949 blev der over for stationen bygget en madrasfabrik. Her ligger nu tæppefabrikken Bentzon, der blev grundlagt i 1976. Den fremstiller fladvævede tæpper til bolig og erhverv, og en stor del eksporteres.
Stationsbygningen er bevaret på Fabrikvej 12. Banens tracé er bevaret i begge retninger uden for byen, men er bebygget gennem byen. Mod sydøst går 1 km banesti til Vejlby Losseplads og mod vest går 3 km banesti til Staurby Skov, hvor den bliver afbrudt af Fynske Motorvej.